# Istigobius ornatus
Istigobius ornatus är en fiskart som först beskrevs av Rüppell, 1830.  Istigobius ornatus ingår i släktet Istigobius och familjen smörbultsfiskar. Inga underarter finns listade i Catalogue of Life.